# Salar (Grenade)
Pour les articles homonymes, voir Salar.
Salar est une commune de la province de Grenade dans la communauté autonome d'Andalousie en Espagne.